# Puerto Barrios
Puerto Barrios egy város Guatemala keleti részén, a Karib-tengerhez tartozó öböl (Bahía de Amatique) partján. Izabal megye székhelye. Lakossága meghaladja a 60 ezer főt.
Mélytengeri kikötő, az ország fő Karib-tengeri kikötője. A fővárossal és a Csendes-óceánnal vasút köti össze.
1935-ben itt forgatták a Tarzan legújabb kalandjai című filmsorozat egy részét.

## Fordítás
- Ez a szócikk részben vagy egészben  a   Puerto Barrios című német Wikipédia-szócikk fordításán alapul.  Az eredeti cikk szerkesztőit annak laptörténete sorolja fel. Ez a jelzés csupán a megfogalmazás eredetét és a szerzői jogokat jelzi, nem szolgál a cikkben szereplő információk forrásmegjelöléseként.